# Þjóðlagahátíðin á Siglufirði
Þjóðlagahátíðin á Siglufirði (etwa „Das Volksmusikfestival in Siglufjörður“ oder „Das Folk-Festival in Siglufjörður“, englisch The Folk Music Festival) ist eine fünftägige Veranstaltung in Nordisland, die jährlich am ersten Mittwoch im Juli beginnt.

## Ablauf und Organisation
Im Mittelpunkt stehen isländische und skandinavische Volksmusik sowie Weltmusik und Volkstänze. 15–20 Konzerte werden an unterschiedlichen Orten der Stadt gespielt. Dabei werden neben Gaststätten auch die Kirche sowie das Herring Era Museum genutzt.
Während des Festivals gibt es Workshops für Musik und altes Handwerk sowie Vorlesungen über isländische und ausländische Themen.
Das Volksmusikzentrum in Siglufjörður gestaltet in Zusammenarbeit mit der Universität Island im Zeitraum des Festivals eine Volksmusik-Akademie zu den unterschiedlichen Arten isländischer traditioneller Musik und Volksmusik - eingeschlossen Rímur, Zwiegesang (tvísöngur), Kinderreime und Psalmen. Auch isländische Volkstänze werden vorgestellt sowie traditionelle Instrumente.
Der künstlerische Leiter des Festivals ist seit 2000 Gunnsteinn Olafsson.

## Geschichte
Das erste Festival wurde im Jahr 2000 im Rahmen der Ernennung von Reykjavík zur Kulturhauptstadt Europas in Zusammenarbeit mit dem Rathaus sowie dem örtlichen Folk Music Center organisiert. Von da an fand das Festival regelmäßig statt. Unter den Künstlern, die Konzerte auf dem Volksmusikfestival in Siglufjörður gegeben haben, sind unter anderem Steindór Andersen, Sigur Rós, Bára Grímsdóttir and Chris Foster, Ensemble Unicorn, Astri Skarpengland, Jerry Rockwell, Susanne Lundeng, Tómas R. Einarsson, Björn Thoroddsen, Eddie Walker, Spilmenn Ríkinis, Marit Steinsrud and Stein Villa, Sturm und Drang, Voces Thules, Maria und Olaf Misgeld und Tranotra.

## Preise
Im Jahr 2005 wurde das Festival mit dem Eyrarros-Preis für außergewöhnliche kulturelle Leistungen und Erfolg ausgezeichnet. Am 16. November 2012, dem Tag der isländischen Sprache, erhielt das Volksmusikzentrum eine Auszeichnung von der damaligen Kultusministerin Katrín Jakobsdóttir für seinen Beitrag zur isländischen Kultur.